# Trididemnum auriculatum
Trididemnum auriculatum is een zakpijpensoort uit de familie van de Didemnidae. De wetenschappelijke naam van de soort is voor het eerst geldig gepubliceerd in 1919 door Michaelsen.